# Steinweg 32 (Quedlinburg)

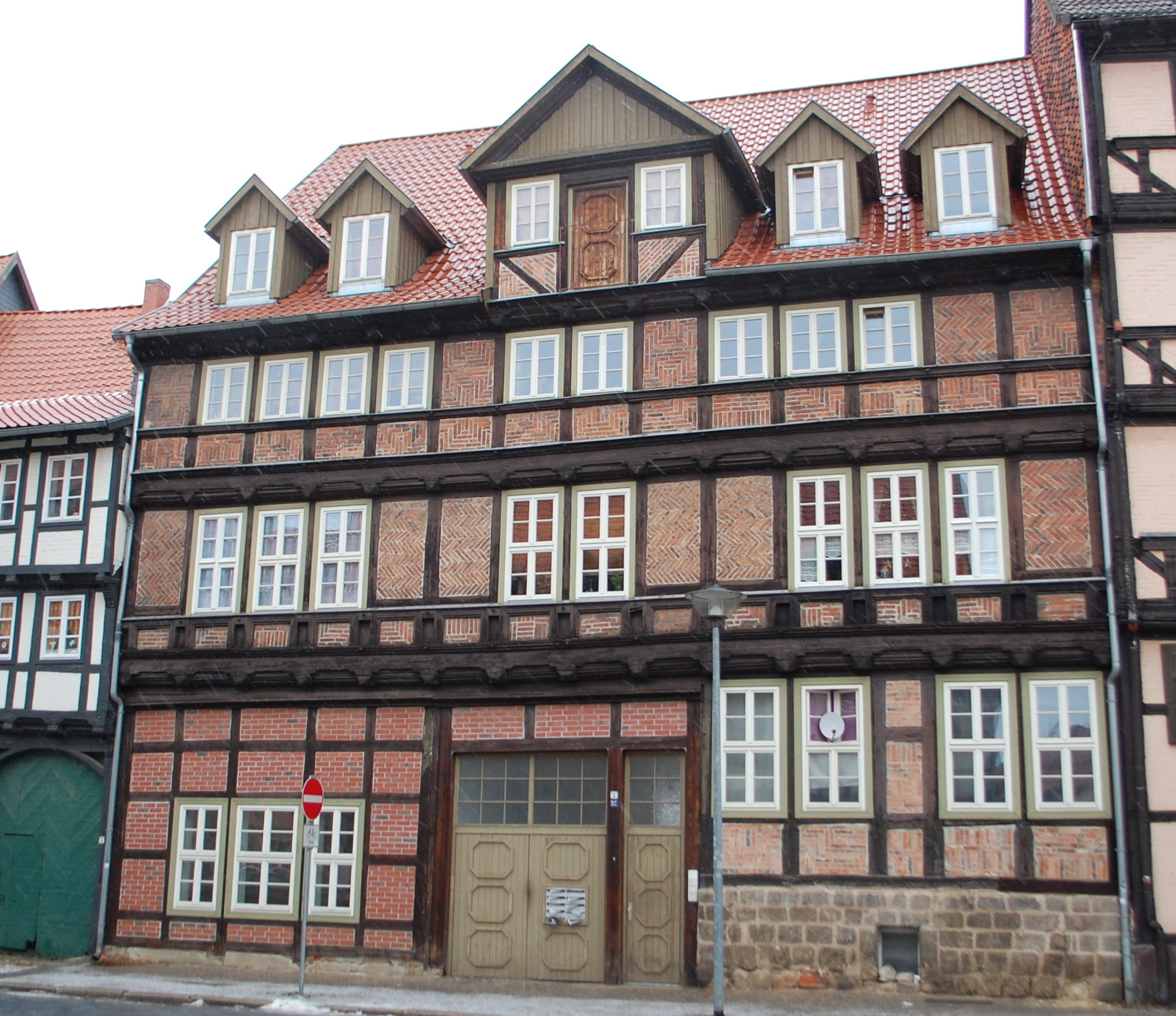
Haus Steinweg 32

Das Haus Steinweg 32 ist ein denkmalgeschütztes Gebäude in der Stadt Quedlinburg in Sachsen-Anhalt.

## Lage
Es befindet sich im östlichen Teil der historischen Quedlinburger Neustadt gegenüber der Einmündung der Ballstraße auf den Steinweg und gehört zum UNESCO-Weltkulturerbe. Im Quedlinburger Denkmalverzeichnis ist es Kaufmannshof eingetragen.

## Architektur und Geschichte
Das repräsentative dreigeschossige Fachwerkhaus entstand im Jahr 1700 durch den Quedlinburger Zimmermeister Andreas Besen. Auf ihn verweist die Inschrift A. BESEN. Die Fassade des im Stil des Barock gestalteten Hauses ist üppig verziert, wobei die Gliederung die horizontalen Ebenen betont. So sind die mit Inschriften verzierten Stockschwellen doppelt gesetzt und mit tiefen schmalen Schiffskehlen verziert. Die Balkenköpfe sind als Pyramidenbalkenköpfen verziert, die Gefache mit Zierausmauerungen versehen. Es finden sich auch profilierte Brüstungsbohlen und Füllhölzer. Die Felder der Brüstungen sind kassettenartig gerahmt. Das Dach des Gebäudes wird von einem Zwerchhaus mit Ladeluke geprägt.
Auf der Ostseite des Hofs befindet sich ein weiterer Fachwerkbau mit üppig verzierter Fassade. Es kommt die Fachwerkfigur des Halben Manns zum Einsatz. Auch hier bestehen Zierausmauerungen der Gefache und Pyramidenbalkenköpfe. Der Flügel entstand bereits um 1680.